# Iván Labrado
Iván Labrado García (Ávila, 1989. november 2. –)  spanyol labdarúgó.